# Seiboldsmühle
Seiboldsmühle ist ein Gemeindeteil der Stadt Heideck im Landkreis Roth (Mittelfranken, Bayern). Seiboldsmühle liegt in der Gemarkung Laffenau.

## Lage
Das Dorf Seiboldsmühle liegt etwa 2 km nordöstlich des Ortskerns von Heideck an der Staatsstraße 2226 und an der Kleinen Roth. Eine Gemeindeverbindungsstraße führt nach Laffenau, ein Wirtschaftsweg nach Oberrödel.

## Geschichte
Die Seiboldsmühle, früher auch als Seypoltsmühle bezeichnet, war bis ins 19. Jahrhundert hinein ein einziges Anwesen; die Mühle wurde vom nächstens aufgestautem Wasser des Lochbächleins und einem Leitgraben der kleinen Roth angetrieben. Der ehemalige Mühlweiher ist heute mit der St 2226 überbaut, der Leitgraben zugeschüttet und das Lochbächlein wurde umgeleitet. Es fließt jetzt bereits 500 m weiter westlich der kleinen Roth zu.
Zunächst im Besitz des edelfreien Geschlechts der Herren von Heideck, gelangte die Seiboldsmühle durch die Verpfändung des Amtes Heideck 1472 an Bayern. Nach dem Landshuter Erbfolgekrieg kam das Amt Heideck und damit auch die Seiboldsmühle 1505 zum neuerrichteten Fürstentum Pfalz-Neuburg. Von 1542 bis 1585 war das Amt Heideck vom verschuldeten Neuburger Pfalzgrafen Ottheinrich an Nürnberg verpfändet; darnach gehörte das Amt Heideck und damit auch die Seiboldsmühle wieder zu Pfalz-Neuburg, wo inzwischen der neue, lutherische Glauben eingeführt worden war. Noch 1542 führte Nürnberg im Auftrag des Pfalzgrafen im Amt Heideck die Reformation ein, so dass auch die Müllerfamilie auf der Seiboldsmühle den neuen Glauben annehmen musste. Die Wiedereinführung des alten Glaubens erfolgte mit der Rekatholisierung von Neuburg-Pfalz unter dem zur alten Kirche konvertierten Pfalzgrafen Wolfgang Wilhelm ab 1627; hierzu war in Heideck eigens eine Jesuitenstation errichtet worden.
1711 erließ der Pfalzgraf Johann Wilhelm eine Mühlenordnung für sein Herrschaftsgebiet und damit auch für die Seiboldsmühle. Am Ende des Alten Reiches saß auf der Seiboldsfamilie weiterhin eine einzige Untertanen-Familie. Grundherrschaftlich gehörte die Mühle dem pfalz-neuburgischen Landrichteramt Heideck und unterstand hochgerichtlich dem pfalz-neuburgischen Pflegamt Heideck. Gepfarrt war sie zur Filialkirche Selingstadt der katholischen Stadtpfarrei Heideck. Die Gemarkung Seiboldsmühle war im 19. Jahrhundert 25 Hektar groß.
Im Königreich Bayern (1806) wurde die Seiboldsmühle mit den zwei dort wohnenden Familien Teil des Steuerdistrikts Unterrödel und bildete mit dem Dorf Laffenau, dem Weiler Höfen, der Fichtenmühle und der Einöde Waldhaus die Gemeinde Laffenau im Landgericht Hilpoltstein.
Der Müller war, wie auch andernorts, gleichzeitig Bauer. So bestand die Seiboldsmühle 1873 aus vier Gebäuden, in denen auch zwei Pferde und zwölf Stück Rindvieh gehalten wurden. Zu dieser Zeit gehörte die Gemeinde Laffenau dem Bezirksamt Neumarkt in der Oberpfalz des Landgerichts Hilpoltstein an, aus dem sie 1880 zum Bezirksamt (später Landkreis) Hilpoltstein kam.
Zum Zeitpunkt der Volkszählung 1900 wies das Mühlenanwesen drei Wohngebäude auf. In den 1930er Jahren war der Mühlbetrieb schon seit längerer Zeit eingestellt, es wurde aber eine Gastwirtschaft betrieben. 1937 wohnten in der Gemarkung Seiboldsmühle 14 Katholiken und fünf Protestanten; die Katholiken waren in die Stadtpfarrei Heideck gepfarrt, die Protestanten in die Pfarrei Alfershausen. 1952 zählte man sieben Wohngebäude mit 65 Bewohnern; aus dem Weiler Seiboldsmühle war das Dorf Seiboldsmühle geworden. 1961 war die Einwohnerzahl  auf 231, 1970 auf 295 angestiegen, nachdem hier die Bayerische Landessiedlungsgesellschaft 1956/57 und 1961 insgesamt 24 Wohnhäuser für Vertriebene errichtet hatte – mit großen Grundstücken zur Selbstversorgung.
Im Zuge der Gebietsreform in Bayern wurde die Gemeinde Laffenau aufgelöst und deren Orte, also auch das Dorf Seiboldsmühle, zum 1. April 1971 nach Heideck im Landkreis Roth eingemeindet. 1987 war durch eine weitere Siedlung und die Miteinbeziehung der Einwohner der Fichtenmühle die Einwohnerzahl auf 460 angestiegen. Die Seiboldsmühle hat sich damit zu einem der größten Gemeindeteile von Heideck entwickelt.

### Einwohnerentwicklung

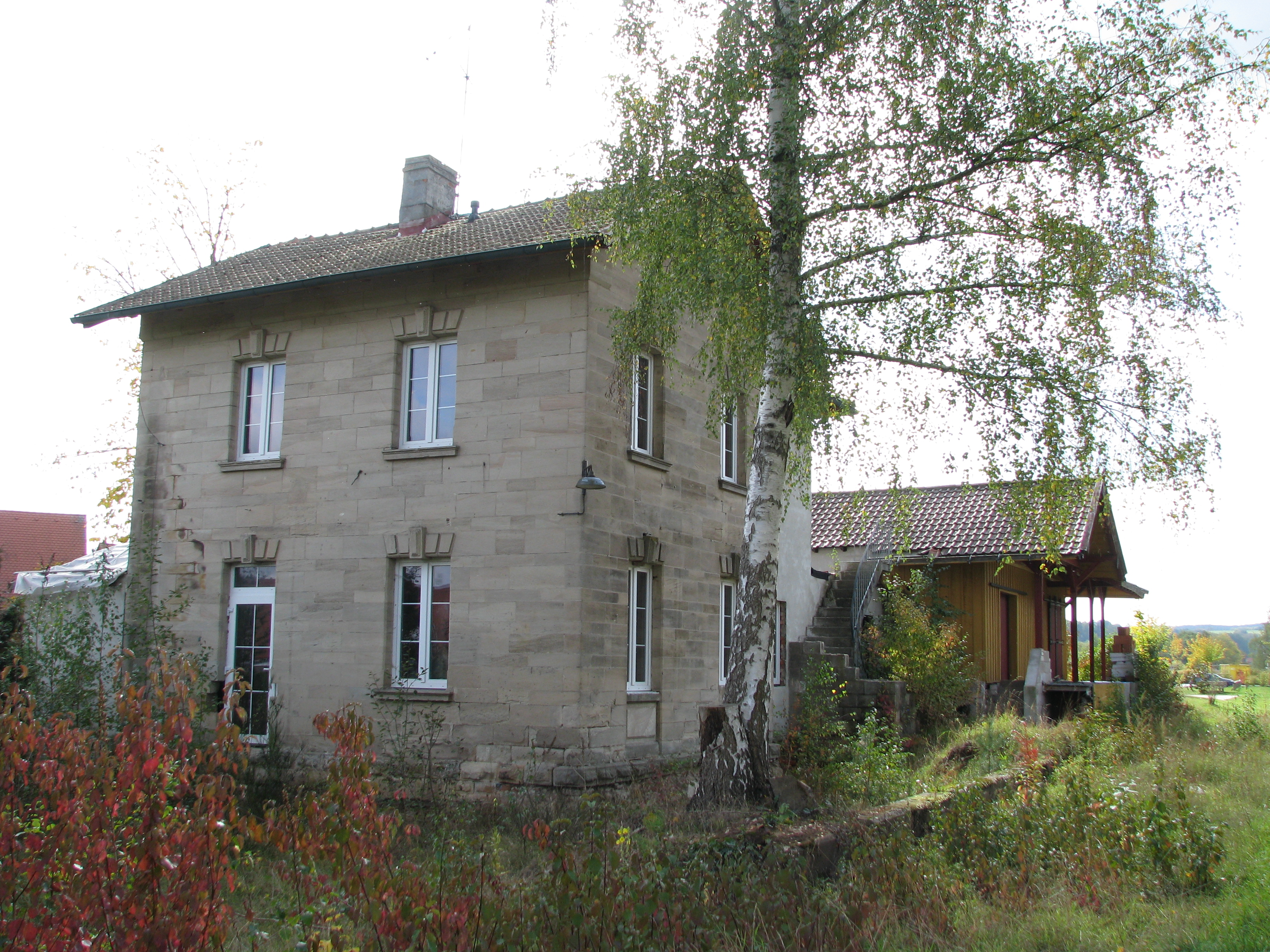
Der ehemalige Bahnhof Heideck-Seiboldsmühle

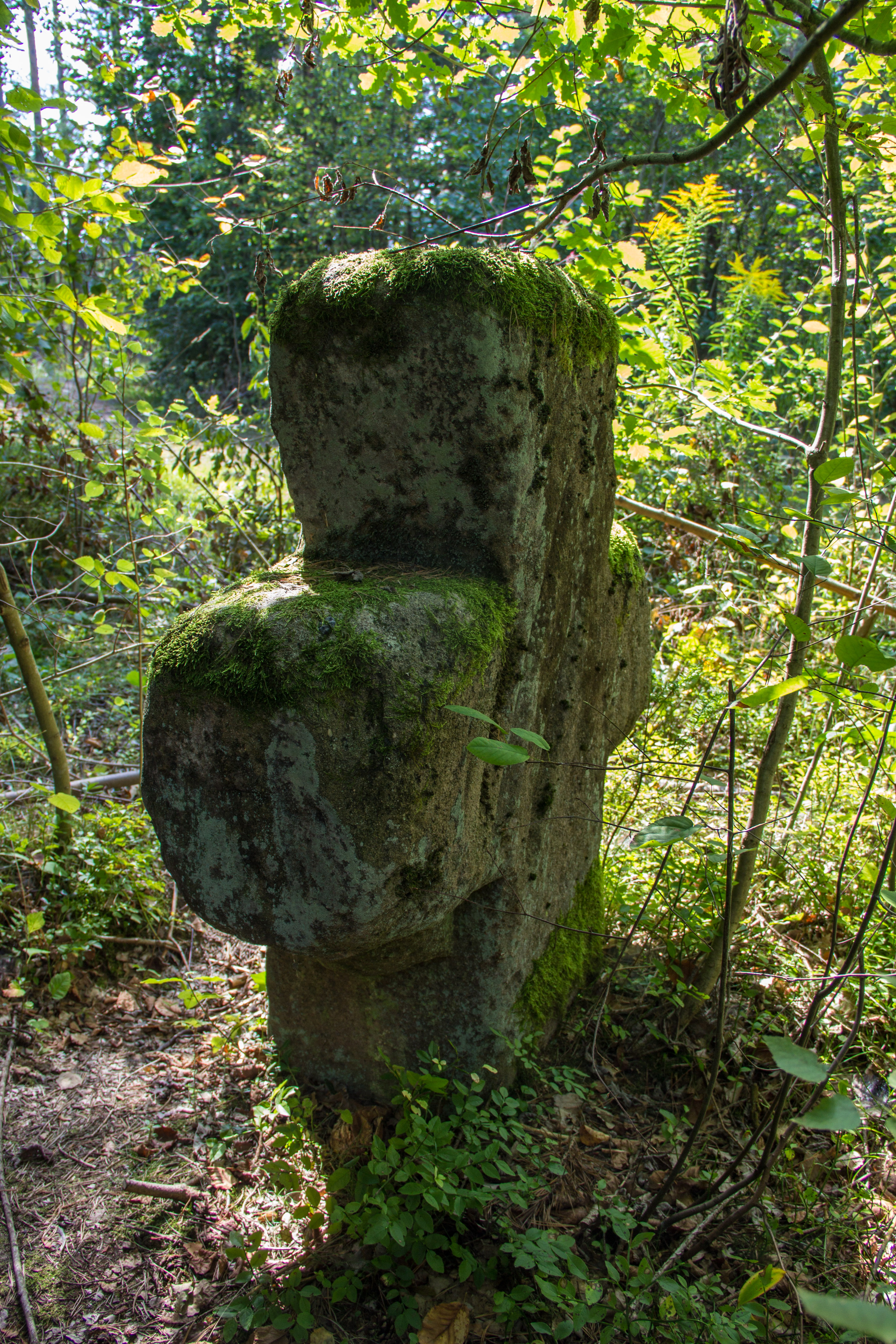
Steinkreuz bei Seiboldsmühle

- 1818: 8 (1 „Feuerstelle“ = Haushaltung; 2 Familien)[13]
- 1871: 9 (4 Gebäude)[15]
- 1875: 8[23]
- 1900: 7 (3 Wohngebäude)[16]
- 1937: 19[18]
- 1950: 65 (7 Wohngebäude)[24]
- 1961: 231 (43 Wohngebäude)[19]
- 1970: 295[20]
- 1987: 460 (133 Gebäude mit Wohnraum; 165 Wohnungen)[1]

## Bahnhof Heideck

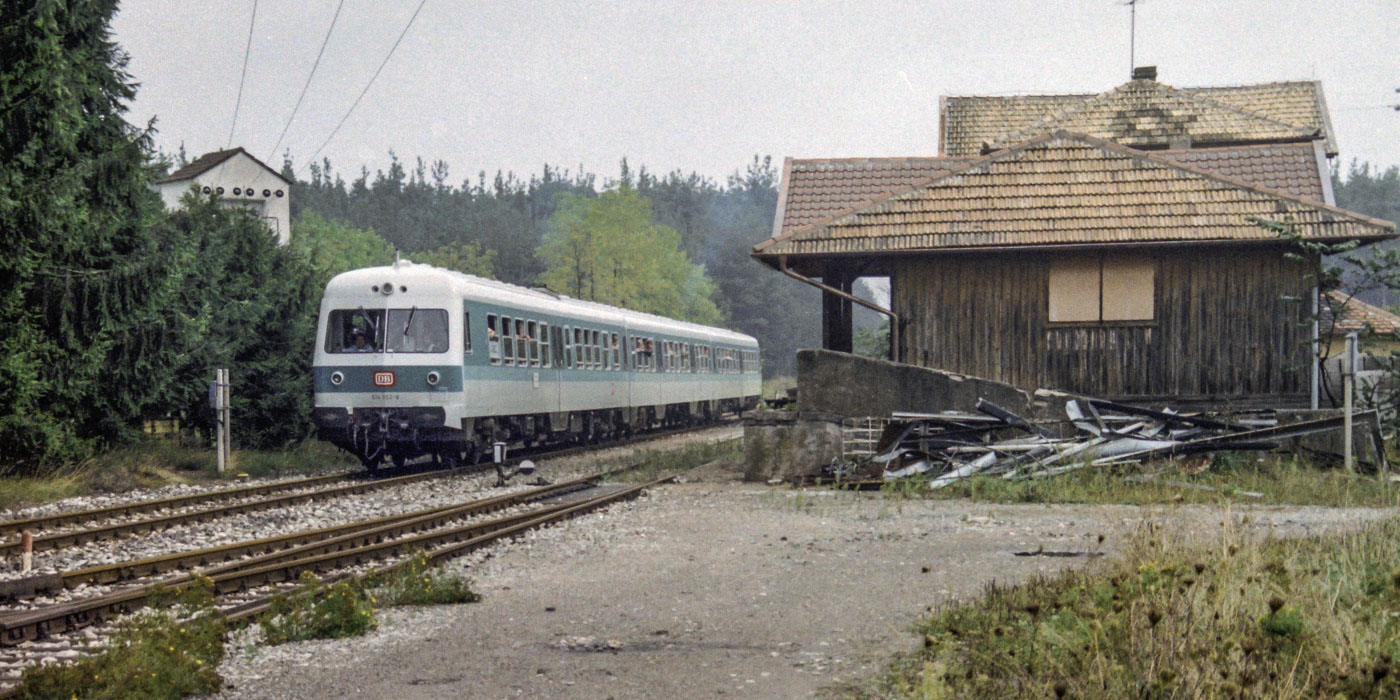
Eine Sonderfahrt im September 1987 im Bahnhof Heideck

Als Baudenkmal gilt der ehemalige Bahnhof der 1883 bis 1887 errichteten Bahnstrecke Roth–Greding („Gredl“). Es handelt sich um einen zweigeschossigen Sandsteinbau mit Nebengebäuden. Bis 1913 konnte man sich vom Heidecker Marktplatz aus mit einer Postkutsche zum Bahnhof bringen lassen.
Der Bahnhof wurde bis zum Fahrplanwechsel am 29. September 1974 im Reisezugverkehr bedient. Zum 30. September 1999 wurde Betrieb zwischen Hilpoltstein (Bereich Firma Klingele) und Heideck eingestellt. Zwischenzeitlich verkehrten noch Güterzüge und einzelne Sonderfahrten des Personenverkehrs. Der Streckenabschnitt wurde in den frühen 2000er Jahren in einen Radweg („Gredl-Radweg“) umgebaut.
2009 ging das Bahnhofsgelände von der Deutschen Bahn auf die Stadt Heideck über. 2013 wurde der neu gestaltete Bahnhofplatz – Parkplatz und Ausgangspunkt für den Radweg – eröffnet. Das Bahnhofsgebäude wurde von einem Privatmann erworben. Es steht unter Denkmalschutz und stand im August 2025 zum Verkauf.

## Sonstiges
Am östlichen Ortsrand befindet sich ein Sühnekreuz, das Steinkreuz bei Seiboldsmühle.